# Сервий Сульпиций Камерин Корнут (консул 500 года до н. э.)
Сервий Сульпиций Камерин Корнут (лат. Servius Sulpicius Camerinus Cornutus; VI—V века до н. э.) — древнеримский политический деятель из патрицианского рода Сульпициев консул 500 года до н. э. вместе с Манием Туллием Лонгом.

## Биография
Сервий Сульпиций принадлежал к патрицианскому роду Сульпициев. Возможно, прозвище Камерин (Camerinus) он получил в честь города Камерин (Camerinum или Cameria).
В античных источниках Сервий Сульпиций упоминается только в связи с его консулатом. Согласно Титу Ливию, никаких важных событий в 500 году до н. э. не было («ничего достопамятного не сделано»), но Дионисий Галикарнасский сообщает, что в качестве консула Камерин обнаружил и пресёк заговор с целью восстановить в Риме царскую власть. Существует гипотеза, что в этом эпизоде историк изобразил в карикатурном виде заговор Катилины. Маний Туллий умер в течение года, оставив Сервия в качестве единственного консула.
У Сервия Сульпиция был сын Квинт, консул 490 года до н. э.